# Henriettea squamata
Henriettea squamata är en tvåhjärtbladig växtart som först beskrevs av Brother Alain, och fick sitt nu gällande namn av Brother Alain. Henriettea squamata ingår i släktet Henriettea och familjen Melastomataceae. IUCN kategoriserar arten globalt som sårbar. Inga underarter finns listade i Catalogue of Life.